# Sun Point Pueblo
 (juillet 2019).
Le Sun Point Pueblo est un site archéologique du comté de Montezuma, dans le Colorado, aux États-Unis. Il est protégé au sein du parc national de Mesa Verde.